# Most Siennicki
Die Most Siennicki ist eine ehemalige Klappbrücke über die Tote Weichsel in Danzig in Polen. Sie wurde von 1910 bis 1912 als Breitenbach-Brücke errichtet und verbindet die Innenstadt mit den Stadtbezirken Stogi (Heubude) und Przeróbka (Przerabka, Troyl). Die Brücke wurde 1988–1989 nahezu vollständig neu erbaut.

## Geschichte
Planer der Brücke war Stadtbaurat Richard Dähne. Diese sollte die Fähre von Ganskrug zum Troyl ersetzen, wo Wohnsiedlungen für Arbeiter und die Eisenbahn-Hauptwerkstatt Danzig-Troyl entstanden (heute ein Industriedenkmal und das Ausbesserungswerk ZNTKiM der PKP). Vor dem Bau musste die Mündung der Rosawoyka (Stagneter Graben), die auch den Mottlau-Umfluters aufnimmt, nach Osten verlegt werden. Erste Bauarbeiten begannen im November 1910 und die weiteren nach der Winterpause im Mai 1911. Bauleiter war Stadtbaurat Stobbe, die Pfeiler erstellte das Danziger Unternehmen Prochnow und die elektrischen Anlagen kamen von Siemens-Schuckert. Ein Schwimmkran der Werft Klawitter hob die beweglichen Teile der Klappbrücke in ihre Lager.

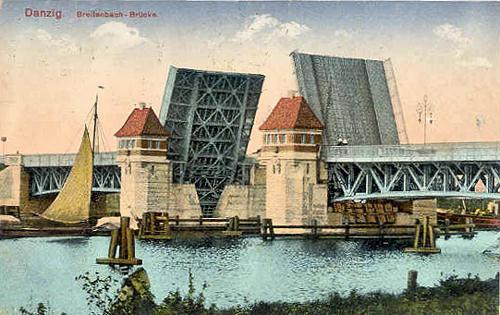
Geöffnete Brücke, um 1915

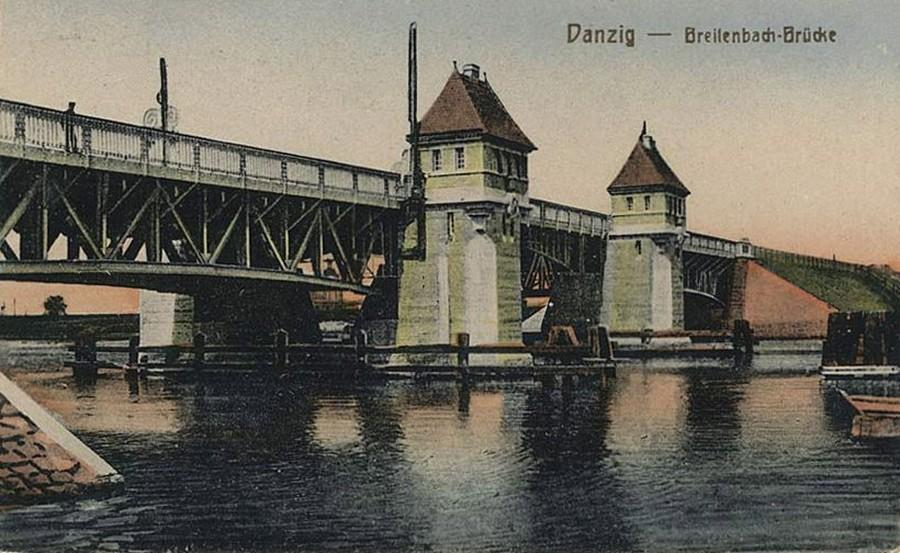
Geschlossene Brücke, um 1915

Benannt wurde die Brücke nach dem Minister Paul von Breitenbach, der sie am 8. Juni 1912 eröffnete. Sie war damals die größte Klappbrücke an der Ostsee. Die Straßenbahnlinie nach Heubude wird seit Juli 1927 über die Brücke geführt. Im Jahr 1945 wurde sie schwer beschädigt und konnte nach der Reparatur nur behelfsmäßig freigegeben werden. Zwei Jahre später wurde die Brücke im Laufe des Jahres wieder aufgebaut. In dieser Zeit erfolgte die Überfahrt mit einer Fähre. Die Brücke wurde nach der über sie führenden Siennicka-Straße umbenannt.
In den Jahren 1949, 1954, 1964 und 1975 wurde die Brücke wiederholt umgebaut und verstärkt. Ursprünglich war sie für Fahrzeuge bis 15 Tonnen ausgelegt. Sie erlitt 1973 Schäden durch den Schwerlastverkehr beim Bau des Nordhafens. Für den LKW-Verkehr wurde 1974 eine provisorische Pontonbrücke über die Tote Weichsel gebaut. Im Oktober 1975 wurde die Brücke vollständig gesperrt und verstärkt. Im August 1979 wurde wiederum eine Pontonbrücke installiert um Straßenbauarbeiten durchzuführen. Beim Austausch der Straßenbahngleise wurde der Verkehr auf jeweils einem Gleis aufrechterhalten.

## Neubau
Das Bauwerk wurde von Oktober 1987 bis September 1988 abgerissen und nach dem Entwurf von Maksymilian Wolff wieder aufgebaut. Die Stahlsegmente fertigten Danziger Werften an. Die Inbetriebnahme erfolgte am 31. August 1989. Während des Baus wurde der Verkehr über eine 234 Meter lange Behelfsbrücke geleitet, bei mehreren Reparaturen an dieser diente eine Fähre als Ersatz.
Gleise und Straßenbelag wurden 2014–2015 erneuert. Da die Widerlager auf den Eichenpfähle der 1910er Jahre gegründet sind, musste seit Juni 2020 eine Geschwindigkeitsbegrenzung von 30 km/h eingeführt und der Verkehr von Fahrzeugen über 10 Tonnen verboten werden.

## Beschreibung
Die Stahlbrücke quert die Tote Weichsel (Martwa Wisła) mit einer Länge von 95,7 Metern: Sie ist 17,46 Meter breit und hat zwei Straßenbahngleise, zwei Fahrbahnen (12,7 m) sowie zwei Fußgängerüberwege (je 1,7 m) und ist für Fahrzeuge bis 30 Tonnen ausgelegt. Die zentrale Durchfahrt für Schiffe hat eine Weite von 19,0 Metern und eine Höhe von 7,5 Metern.
Die alte Brücke war eine Fachwerkbrücke mit obenliegender Fahrbahn. Sie hatte zwei Brückenwärterhäuschen. Sie wurden wie die beweglichen Teile der Klappbrücke 1947 entfernt.

## Weitere Querungen der Toten Weichsel
Seit 2001 bzw. 2016 sind der Nordhafen, die Hafeninsel mit der Westerplatte und Stogi auch über die Johannes-Paul-II.-Brücke oder den Tunnel unter der Toten Weichsel zu erreichen.